# Гебелома корневидная
Гебело́ма корневи́дная (лат. Hebeloma radicosum) — гриб рода Гебелома (Hebeloma) семейства Паутинниковые (Cortinariaceae). Ранее род относили к семействам Строфариевые (Strophariaceae) и Больбитиевые (Bolbitiaceae). Несъедобен из-за невысоких вкусовых качеств, иногда считается малоценным условно съедобным грибом, годным к употреблению в ограниченном количестве в сочетании с другими грибами. 
Научные синонимы:
- Agaricus radicosus Bull., 1784 basionym
- Pholiota radicosa (Bull.) P. Kumm., 1871
- Dryophila radicosa (Bull.) Quél., 1886
- Myxocybe radicosa (Bull.) Fayod, 1889
- Roumeguerites radicosus (Bull.) Locq., 1979

## Описание
Шляпка диаметром 5—15 см, полусферическая с завёрнутыми краями, затем плоско-выпуклая. Кожица от почти белого до глинисто-коричневого или светло-кирпичного цвета, блестящая, во влажную погоду обильно слизистая, в сухую почти глянцевая. Поверхность покрыта плотными коричневыми или красноватыми чешуйками, врастающими в шляпку.
Мякоть очень мясистая и плотная, всегда белая или слегка коричневатая. Вкус сладкий, позже горький, запах сильный, горького миндаля.
Ножка высотой 10—15 см и толщиной 2—3 см, бледно-серого или бледно-коричневого цвета, внизу характерной веретеновидно-утолщённой формы, имеет длинную корневидную часть, погружённую в субстрат. Наверху поверхность ножки зернистая, веретеновидная часть покрыта такими же чешуйками, как и шляпка или несёт змеевидный рисунок.
Пластинки свободные или выемчато-приросшие, частые, выпуклые. Вначале они бледные, позже становятся тёмно-охристыми или шоколадного цвета с белыми краями.
Остатки покрывал: кольцо плёнчатое, плотное, но рано отпадает, расположено вверху ножки под самыми пластинками, поверхность его покрыта чешуйчатыми кольцами; у молодых грибов иногда заметны обрывки на краях шляпки.
Споровый порошок табачно-коричневый или глинисто-коричневый, споры 9×5,5 мкм, миндалевидные, складчатые.

## Экологияи распространение
Образует микоризу с лиственными деревьями, особенно с дубом, встречается в лиственных лесах на хорошо дренированных известковых почвах, вдоль тропинок, часто развивается на старых пнях и древесных остатках, в мышиных норах. Распространён в северной умеренной зоне, встречается в отдельных местах. Плодоносит одиночно или небольшими группами.
Сезон июль — октябрь.

## Сходные виды
По форме ножки и запаху гебелома корневидная легко отличается от других гебелом и чешуйчаток (Pholiota), которые можно обнаружить в сходных условиях.